# 선수돈대
선수돈대(船首墩臺)는 인천광역시 강화군 화도면 내리에 있는 조선시대의 돈대이다. 1995년 3월 1일 인천광역시의 문화재자료 제10호로 지정되었다.

## 개요
돈대란 적의 움직임을 살피거나 공격에 대비하기 위하여 영토내 접경지역 또는 해안지역의 감시가 쉬운 곳에 마련해 두는 초소이다. 보통 높은 평지에 쌓아두며, 밖은 성곽으로 높게 하고 안은 낮게 하여 포를 설치해둔다. 특히 강화도에 있는 돈대들은 조선 인조 14년(1636) 병자호란이 일어나 강화도가 함락되자, 이에 놀란 조정에서 해안 경비를 튼튼히 하기 곳곳에 쌓아두도록 한 것이다.
이 돈대는 당시 병조판서를 지내던 김석주의 명을 받아 쌓은 49돈대 중 하나로, ‘송강돈대’라고도 불린다. 일부는 둥글게, 일부는 각이 지게 쌓아 위에서 내려다 볼 때 반달모양의 평면을 이루고 있다. 남쪽으로는 검암돈대가 있고, 북쪽으로는 굴암돈대가 있는데, 이 돈대와 굴암돈대는 관아에서 직접 관할하였다.
조선 숙종 5년(1679)에 축조된 것으로, 강화유수 윤이제가 어영군을 동원하여 쌓았다.

## 참고 자료
- 선수돈대 - 국가유산청 국가유산포털